# Straight Edge as Fuck III
För andra betydelser, se Straight edge (olika betydelser).
Straight Edge as Fuck III är ett samlingsalbum av blandade artister, utgivet av Desperate Fight Records 1997. Skivan är den sista i raden av tre.

## Låtlista[1]
1. Saidiwas - "Airlines"
2. Separation - "Is It Over?"
3. Bittersweet - "Love Is for the Few"
4. Bloodpath - "Song for Steve"
5. Purusam - "Blunt"
6. Doughnuts - "Meet Me on My Way Upstairs"
7. Final Exit - "Spänningen släpper"
8. Plastic Pride - "Is This What I Found?"
9. Refused - "New Noise"
10. Eclipse - "Receiver"
11. Scared - "You Are My Tutor"
12. Abhinanda - "Desasir"